# ALMA Award
American Latino Media Arts Award lub ALMA Award – nagroda filmowa przyznawana corocznie wykonawcom latynoskim (aktorom, producentom filmowym i telewizyjnym, grafikom), którzy promują pozytywny wizerunek osób pochodzenia latynoskiego w kulturze rozrywkowej. W języku hiszpańskim alma oznacza ducha lub duszę.
Nagroda ta została ustanowiona w 1995 roku przez National Council of La Raza (w skrócie NCLR) i zastąpiła wcześniejszą Bravo Awards. Nagroda ta jest jedną z części strategii NCLR walki z negatywnymi sterotypami dotyczącymi mniejszości latynoskiej w przemyśle rozrywkowym w USA.